# Triglochin centrocarpa
Triglochin centrocarpa är en sältingväxtart som beskrevs av William Jackson Hooker. Triglochin centrocarpa ingår i släktet sältingar, och familjen sältingväxter. Inga underarter finns listade.